# KJ2 ズッコケ大脱走
『KJ2 ズッコケ大脱走』（ケー・ジェー・ツー ズッコケだいだっそう）は、関ジャニ∞の2枚目のフル・アルバム。2007年6月6日にインペリアルレコードから発売された。

## 概要
- 前作『KJ1 F・T・O』から約1年3か月振りのリリース。
- レコードレーベルを、テイチクレコードからインペリアルレコードに移籍し、初となるアルバム。
- CDは初回限定盤A・B、通常盤の3形態で発売。
- シングル曲「∞SAKAおばちゃんROCK」「関風ファイティング」「ズッコケ男道」など、全形態共通で全13曲を収録[9]。
  - 全形態共通の特典CDには、メンバー7人のソロ曲を収録[9]。
  - 初回限定盤Bの特典CDには、前述のソロ曲に加え、4thシングル『∞SAKAおばちゃんROCK/大阪ロマネスク』のカップリングである「いつか、また…。」のスタジオで一発録りしたアコースティックバージョンを、ボーナストラックとして収録[9]。
- 初回限定盤Aの特典DVDには、「ズッコケお宝パニック!」を収録[9]。
  - 同映像はアルバムの特典のために撮り下ろしたショートムービーで、メンバーがロールプレイングゲームのキャラクターに扮し、アドリブを交えながら宝物を取りに行く寸劇となっている[9]。
- 自身の47都道府県ツアー『全国47都道府県 完全制覇!! 関ジャニ∞ えっ!ホンマ!?ビックリ!! TOUR 2007』にて本作の発売が発表された[11][10]。
  - 同ツアーでは本作に収録されている楽曲を複数先行披露されていた[10]。
- 2024年1月24日、デビュー20周年を記念し、過去にリリースされた全楽曲が各種音楽ダウンロードサービス、サブスクリプションサービスで配信されることに伴い、本作の配信も開始された[12][13][14][注 1]。
- 2025年1月1日、上述のサブスク解禁で配信されていなかった、本作の初回限定盤B収録のガチンコセッション「いつか、また…。」の配信が開始された[15]。

### 各形態概要
| ＃ | 曲名                             | ディスク |
| -- | -------------------------------- | -------- |
| 1  | Big Sky Blues                    | Disc 1   |
| 2  | Speedy Wonder                    | Disc 1   |
| 3  | ∞SAKAおばちゃんROCK (type LAKJ2) | Disc 1   |
| 4  | 二人の涙雨                       | Disc 1   |
| 5  | 強情にGO!                        | Disc 1   |
| 6  | Great Escape～大脱走～           | Disc 1   |
| 7  | さよならはいつも                 | Disc 1   |
| 8  | 地元の王様                       | Disc 1   |
| 9  | ズッコケ男道                     | Disc 1   |
| 10 | エネルギー                       | Disc 1   |
| 11 | 旅の涯には                       | Disc 1   |
| 12 | ありがとう。                     | Disc 1   |
| 13 | 関風ファイティング               | Disc 1   |
| 1  | 琉我（渋谷）                     | 特典CD   |
| 2  | わたし鏡（安田）                 | 特典CD   |
| 3  | MAGIC WORD ～僕なりの…～（丸山） | 特典CD   |
| 4  | まもりたい（大倉）               | 特典CD   |
| 5  | WONDER BOY（横山）               | 特典CD   |
| 6  | Forward（村上）                  | 特典CD   |
| 7  | stereo（錦戸）                   | 特典CD   |

| ＃ | 曲名                                  | 形態                  |
| -- | ------------------------------------- | --------------------- |
| 8  | ガチンコセッション「いつか、また…。」 | 初回限定盤B（特典CD） |

| 特典内容                                           | 形態        |
| -------------------------------------------------- | ----------- |
| 特典CD（詳細は「#特典CD」を参照）                  | 全形態      |
| 特典DVD（詳細は「#特典DVD（初回限定盤A）」を参照） | 初回限定盤A |
| DVDパッケージ仕様                                  | 初回限定盤A |
| スペシャルキャラクターカード（7枚セット）          | 初回限定盤B |

## 販売形態
- 発売日：2007年6月6日
  - 初回限定盤A（TECI-8001：2CD+DVD）
    - 「DVDパッケージ」仕様

  - 初回限定盤B（TECI-8003：2CD）
    - 「スペシャルキャラクターカード」（7枚セット）封入

  - 通常盤（TECI-8005：2CD）
- 発売日：2015年7月1日
  - 通常盤：再発売（JACA-5548~5549：2CD）
    - 自身の所属レコード会社を『テイチクエンタテインメント』から『INFINITY RECORDS』へ移籍したため、INFINITY RECORDSより再発売。
- 発売日：2019年7月12日
  - 通常盤：十五催ハッピープライス盤（JSNC-1582~1583：2CD）
    - 自身の配信アプリ『関ジャニ∞アプリ』対応のため、15%オフでの再発売。
- 発売日：2024年1月24日
  - 配信作品
    - デビュー20周年を記念した音楽ダウンロードサービスおよびサブスクリプションサービスでの配信[12][13][14][注 1]。

## チャート成績
- オリコンチャート
  - 初週211,805枚を売り上げ、2007年6月18日付の「オリコン週間 CDアルバムランキング」で週間1位を獲得した[1][2][3]。
    - 本作が自身初のアルバム1位獲得となった[2]。
    - 演歌・歌謡アルバムの初登場1位は、オリコンがアルバムランキングを開始して以来、38年目にして初の快挙となった[1]。
    - 初登場週以外での1位獲得も、1977年12月12日付LPランキングの石川さゆり『暖流』以来、約29年半ぶり、グループ・男性アーティストとしては、1973年1月15日付LPランキングの宮史郎とぴんからトリオ『女のみち』以来、約34年5ヶ月ぶりの1位獲得となった[2]。

  - 累計226,677枚を売り上げ、2007年6月度「オリコン月間 CDアルバムランキング」で月間2位を獲得した[4]。
  - 累計211,805枚を売り上げ、2007年度「オリコン上半期 CDアルバムランキング」で上半期26位を獲得した[5]。
  - 2007年度「オリコン年間 CDアルバムランキング」で年間43位を獲得した[6]。

## 収録曲

### CD
1. Big Sky Blues - [4:27]
作詞：相田毅
作曲：GATZ
編曲：T.NOZAWA
2. Speedy Wonder - [4:37]
作詞：村野直球
作曲・編曲：岩田雅之
3. ∞SAKAおばちゃんROCK (type LAKJ2) - [5:23]
作詞：久保田洋司、関ジャニ∞
作曲：馬飼野康二
編曲：M.J.Acosta
  - 4thシングルの1曲目のアルバムバージョン
  - エムティーアイ『music.jp』CMソング[16]
  - KADOKAWA『dwango』CMソング[16]
  - 関西テレビ『ほんじゃに!』テーマソング[16]
  - 一部歌詞を関ジャニ∞が制作している。
4. 二人の涙雨 - [3:58]
作詞：白鷺剛
作曲：オオヤギヒロオ
編曲：船山基紀
5. 強情にGO! - [3:33]
作詞：上中丈弥
作曲：久保裕行
編曲：白井良明、THE イナズマ戦隊
  - THE イナズマ戦隊の上中丈弥と久保裕行からの楽曲提供。
6. Great Escape 〜大脱走〜 - [4:56]
作詞：相田毅
作曲：GATZ
編曲：T.NOZAWA
7. さよならはいつも - [4:37]
作詞・作曲：マシコタツロウ
編曲：マシコタツロウ、T.NOZAWA
8. 地元の王様 - [4:21]
作詞：上中丈弥
作曲・編曲：石塚知生
  - THE イナズマ戦隊の上中丈弥からの楽曲提供。
9. ズッコケ男道 - [5:09]
作詞：上中丈弥
作曲：ピエール
編曲：白井良明
  - 6thシングル
  - エムティーアイ『music.jp』CMソング[17]
  - KADOKAWA『dwango』CMソング[17]
  - THE イナズマ戦隊の上中丈弥からの楽曲提供。
10. エネルギー - [4:20]
作詞・作曲・編曲：micro+grande
11. 旅の涯には - [4:34]
作詞：浅田信一
作曲：velvetronica
編曲：家原正樹
12. ありがとう。 - [3:59]
作詞・作曲：ドラ
編曲：T.NOZAWA
13. 関風ファイティング - [4:18]
作詞：MASA
作曲・編曲：馬飼野康二
  - 5thシングル
  - エムティーアイ『music.jp』CMソング[18]
  - KADOKAWA『dwango』CMソング[18]
  - 東京ニュース通信社『週刊TVガイド』CMソング[18]

### 特典CD
1. 琉我 / 渋谷すばる - [3:52]
作詞：渋谷すばる
作曲：谷本新
編曲：M.J.Acosta
  - 渋谷のソロ曲。
  - 渋谷自身が制作した楽曲。
  - タイトルの読みは「るわ」。
2. わたし鏡 / 安田章大 - [5:16]
作詞・作曲：安田章大
編曲：白井良明
  - 安田のソロ曲。
  - 安田自身が制作した楽曲。
  - 音源のアコースティック・ギターは安田自身が演奏している。
  - デビュー10周年記念ライブ『十祭』では、丸山が同曲をカバーしている。
3. MAGIC WORD 〜僕なりの…〜 / 丸山隆平 - [3:58]
作詞：HANNYA MAN
作曲：コモリタミノル
編曲：大坪直樹
  - 丸山のソロ曲。
  - 丸山自身が「HANNYA MAN」名義で制作した楽曲。
4. まもりたい / 大倉忠義 - [5:19]
作詞：大倉忠義
作曲：宮崎歩、亜美
編曲：佐藤泰将
  - 大倉のソロ曲。
  - 大倉自身が制作した楽曲。
5. WONDER BOY / 横山裕 - [4:39]
作詞・作曲・編曲：磯崎健史
  - 横山のソロ曲。
6. Forward  / 村上信五 - [3:46]
作詞：capitão
作曲：コモリタミノル
編曲：ha-j
  - 村上のソロ曲。
  - 村上自身が「capitão」名義で制作した楽曲。
7. stereo  / 錦戸亮 - [3:54]
作詞・作曲：錦戸亮
編曲：錦戸亮、林部直樹
  - 錦戸亮のソロ曲。
  - 錦戸自身が制作した楽曲。
8. ガチンコセッション "いつか、また…。" - [10:01]
作詞・作曲：飯田建彦
  - 4thシングル通常盤カップリングのアコースティックバージョン
  - 初回限定盤Bのみ収録。
  - 自身の47都道府県ツアー『全国47都道府県 完全制覇!! 関ジャニ∞ えっ!ホンマ!?ビックリ!! TOUR 2007』のリハーサルの合間での収録で、メンバーの長回しのフリートーク形式となっており、その中で同曲を演奏しているため、演奏中にメンバーの演奏ミスや笑い声なども収録されている[19]。
  - Vo.渋谷、A.G.錦戸、A.G.安田、Ba.丸山、Per.大倉、Tamb.村上、Shaker.横山の編成で演奏されている[19]。
  - 2025年1月1日に単曲で配信開始された[15]。

### 配信
配信限定作品。2024年1月24日に配信された。なお、本作の初回限定盤Bのみに収録されたガチンコセッション「いつか、また…。」は、単曲で2025年1月1日に配信開始された。
1. Big Sky Blues
2. Speedy Wonder
3. ∞SAKAおばちゃんROCK (type LAKJ2)
4. 二人の涙雨
5. 強情にGO!
6. Great Escape～大脱走～
7. さよならはいつも
8. 地元の王様
9. ズッコケ男道
10. エネルギー
11. 旅の涯には
12. ありがとう。
13. 関風ファイティング
14. 琉我 / 渋谷すばる
15. わたし鏡 / 安田章大
16. MAGIC WORD ～僕なりの…～ / 丸山隆平
17. まもりたい / 大倉忠義
18. WONDER BOY / 横山裕
19. Forward / 村上信五
20. stereo / 錦戸亮

### 特典DVD（初回限定盤A）
| #         | タイトル                                    | 作詞  | 作曲・編曲 | 時間  |
| --------- | ------------------------------------------- | ----- | ---------- | ----- |
| 1.        | 「ズッコケお宝パニック!」(ショートムービー) |       |            | 12:32 |
| 合計時間: | 合計時間:                                   | 12:32 |            |       |

## タイアップ
※表記は起用順。
- ∞SAKAおばちゃんROCK
  - エムティーアイ『music.jp』CMソング[16]
  - KADOKAWA『dwango』CMソング[16]
  - 関西テレビ『ほんじゃに!』テーマソング[16]
- 関風ファイティング
  - エムティーアイ『music.jp』CMソング[18]
  - KADOKAWA『dwango』CMソング[18]
  - 東京ニュース通信社『週刊TVガイド』CMソング[18]
- ズッコケ男道
  - エムティーアイ『music.jp』CMソング[17]
  - KADOKAWA『dwango』CMソング[17]

## 楽曲提供者
※表記は曲順通り

### アーティスト作
- THE イナズマ戦隊
  - 上中丈弥
    - 「強情にGO!」(作詞)
    - 「地元の王様」(作詞)
    - 「ズッコケ男道」(作詞)

  - 久保裕行
    - 「強情にGO!」(作曲)

  - THE イナズマ戦隊
    - 「強情にGO!」(編曲)

### メンバー作
- 関ジャニ∞
  - 「∞SAKAおばちゃんROCK」(作詞)
- 渋谷すばる
  - 「琉我」(作詞)
- 安田章大
  - 「わたし鏡」(作詞・作曲)
- 丸山隆平
  - 「MAGIC WORD 〜僕なりの…〜」(作詞)[注 3]
- 大倉忠義
  - 「まもりたい」(作詞)
- 村上信五
  - 「Forward」(作詞)[注 4]
- 錦戸亮
  - 「stereo」(作詞・作曲・編曲)

## メンバー演奏曲
※アルバムクレジットより
- 「わたし鏡」
  - A.Guitar：安田章大
- 「いつか、また…。」(初回限定盤Bのみ)
  - A.Guitar：錦戸亮
  - A.Guitar：安田章大
  - Bass：丸山隆平
  - Percussion：大倉忠義
  - Tambalin：村上信五
  - Shaker：横山裕

## 収録作品
※シングル曲は各ページを参照。

### 映像作品

#### ライブ映像
Speedy Wonder
- 4thライブDVD『47』

二人の涙雨
- 4thライブDVD『47』
- 19thライブDVD/Blu-ray『十五祭』

強情にGO!
- 4thライブDVD『47』
- 6thライブDVD『COUNTDOWN LIVE 2009-2010 in 京セラドーム大阪』
- 24thライブBlu-ray/DVD『超DOME TOUR 二十祭』

Great Escape 〜大脱走〜
- 4thライブDVD『47』

さよならはいつも
- 4thライブDVD『47』

地元の王様
- 4thライブDVD『47』

エネルギー
- 4thライブDVD『47』

ありがとう。
- 4thライブDVD『47』
- 舞台DVD『If or…Ⅹ』(特典DVD)

※村上がソロで披露。
- 22ndライブBlu-ray/DVD『KANJANI∞ DOME LIVE 18祭』

琉我
- 4thライブDVD『47』
- 渋谷ソロ5thライブBlu-ray『渋谷すばる LIVE TOUR 2024「Lov U」』

わたし鏡
- 4thライブDVD『47』
- 11thライブDVD/Blu-ray『十祭』
- 18thライブDVD/Blu-ray『関ジャニ'sエイターテインメント GR8EST』
- 42ndシングル『crystal』(期間限定-多謝台湾-盤 特典DVD)

MAGIC WORD 〜僕なりの…〜
- 4thライブDVD『47』
- 9thライブDVD/Blu-ray『KANJANI∞ LIVE TOUR!! 8EST 〜みんなの想いはどうなんだい?僕らの想いは無限大!!〜』(初回限定盤 特典DVD)

まもりたい
- 4thライブDVD『47』

Forward
- 4thライブDVD『47』

stereo
- 4thライブDVD『47』

## 関連ライブ
- 全国47都道府県 完全制覇!! 関ジャニ∞ えっ!ホンマ!?ビックリ!! TOUR 2007（2007年5月3日 - 9月30日、全113公演）